# Pareja perfecta
Pareja perfecta fue un reality show chileno producido y transmitido por Canal 13 de Chile.
22 participantes (13 famosos y 9 desconocidos) inicialmente entraron a la producción, quedando aislados en un recinto en Pirque, al suroriente de Santiago de Chile. La premisa del concurso consiste en que los participantes competirán en parejas mixtas cada semana para no ser eliminados, las parejas eso sí irán cambiando semana a semana.
El ingreso de los participantes al concurso fue el día miércoles 15 de agosto de 2012 y el programa se estrenó dos semanas después, el 26 de agosto. Ubicado en Pirque, el reality comienza con doce hombres y doce mujeres, combinados en parejas. Las parejas deben competir en desafíos que ponen a prueba sus propias habilidades y su compatibilidad como un equipo. Tras la aventura de cada episodio, la pareja ganadora pasa la noche en un hotel de lujo, mientras que los demás concursantes se alojan en cabañas ordinarias y socializar con los demás.
Durante toda su emisión el programa promedió 22,7 unidades, quedando como el quinto programa más visto de la televisión chilena en 2012. Durante su final el 21 de diciembre de 2012 arrasó en sintonía promediando 26,7 puntos con un máximo de 32 unidades entre las 22.32 y las 01.56 horas.

## Producción

Pirque en donde se filma el programa.

El programa se estrenó el 26 de agosto de 2012 por Canal 13. El centro de operaciones del programa está a una hora de Santiago y, como estrategia, Canal 13 no reveló el lugar para mantener el carácter de aislados. Para realizar el reality el director se inspiró tanto en películas como en el reality show estadounidense gaston x alex.
La grabación de las primeras ediciones del reality show se realizaron en Foz de Iguazú. Las filmaciones eran transmitidas por televisión con veinte días de desfase, lo que producía que se filtrara información. Pirque, en Chile, era el lugar que alojaba al búnker donde se hospedaban los participantes, y donde se realizaban las grabaciones cotidianas.

### Casting
El casting para definir a los veinticuatro integrantes de la experiencia comenzó en la semana del 15 de mayo de 2012. Los concursantes están divididos en un grupo de personajes conocidos y otro de anónimos, los primeros famosos confirmados para este proyecto fueron Fabricio Vasconcellos, Mariela Román, Esteban Moráis, Eugenia Lemos (conocida por gritarle a Nicole "Luli" Moreno "anda a comerte los postres gorda lechona"), Rodrigo Wainraihgt (Ex pareja de Pamela Díaz), Belén Hidalgo, Michelle Carvalho, Katherine Bodis, Pilar Ruiz, Fernando Carrillo, Angie Jibaja, Uri Uri Pakomio y Rodrigo Valencia.

### Promoción
El primer spot que salió al aire mostraba a una mujer y un hombre contrayendo matrimonio, en donde la señora la cual los estaba casando explicaba el formato de la competencia, el cual constaba de que la pareja a lo menos debía durar 2 semanas, entre otras cosas.

## Audiencia
| Horário                 | # Eps. | Estreno              | Estreno         | Final                   | Final           | Temporada | Muy Alto |
| Horário                 | # Eps. | Data                 | Primer capítulo | Data                    | Último capítulo | Temporada | Muy Alto |
| ----------------------- | ------ | -------------------- | --------------- | ----------------------- | --------------- | --------- | -------- |
| Domingo - Viernes 22:30 | 78     | 26 de agosto de 2012 | 41              | 21 de diciembre de 2012 | 32              | 2012      | 22,8     |

## Equipo del programa
- Presentadora: Karla Constant lidera las competencias, las terapias, las ceremonias de cambio y los duelos de eliminación.
- Anfitriones:
  - Pedro Rivadeneira
  - Lucila Vit
  - Renata Bravo
  - Francisco Saavedra
  - María Luisa Mayol "Malú"
  - Bebeto Espinoza "Chupeta"

## Participantes
| Participante                                        | Edad | Resultado Final                              | Resultado anterior                    | Estadía  |
| --------------------------------------------------- | ---- | -------------------------------------------- | ------------------------------------- | -------- |
| María Paz Wagner Periodista y promotora             | 28   | Ganadores de Pareja perfecta                 |                                       | 117 días |
| Pedro Astorga Estudiante de publicidad              | 24   | Ganadores de Pareja perfecta                 | 117 días                              |          |
| Eugenia Lemos Modelo y actriz                       | 27   | 2.º Lugar de Pareja perfecta                 | 117 días                              |          |
| Rodrigo Valencia Fotógrafo y modelo                 | 32   | 2.º Lugar de Pareja perfecta                 | 117 días                              |          |
| Paola Carnevali DJ y relacionadora pública          | 41   | Semifinalistas eliminados de Pareja perfecta | 117 días                              |          |
| José Gutiérrez Estudiante de veterinaria            | 27   | Semifinalistas eliminados de Pareja perfecta | 117 días                              |          |
| Angie Jibaja Modelo y actriz                        | 32   | Semifinalistas eliminados de Pareja perfecta | 117 días                              |          |
| Sebastián Ramírez Relacionador público              | 26   | Semifinalistas eliminados de Pareja perfecta | 5.º eliminado En duelo de agilidad    | 106 días |
| Pilar Ruiz Modelo y actriz                          | 27   | 15.os eliminados En duelo de agilidad        |                                       | 115 días |
| Rodrigo Wainraihgt Abogado                          | 34   | 15.os eliminados En duelo de agilidad        | 115 días                              |          |
| Stefano Ciaravino Estudiante de ingeniería          | 24   | 14.º eliminado En duelo de agilidad          | 110 días                              |          |
| Yemery Herrera Bailarina                            | 20   | Expulsada Por transgredir las reglas         | 3.ª eliminada En duelo de habilidad   | 66 días  |
| José Luis “Junior Playboy” Concha Modelo y cantante | 29   | 13.er eliminado En duelo de resistencia      | 8.º eliminado En duelo de resistencia | 37 días  |
| Michelle Carvalho Modelo de alta costura            | 19   | 12.ª eliminada En duelo de resistencia       |                                       | 101 días |
| Andrés Longton Abogado                              | 30   | Abandona Por motivos personales              | 37 días                               |          |
| Wilma González Modelo, Miss Playboy España 2007     | 28   | 11.ª eliminada En duelo de agilidad          | 36 días                               |          |
| Cristián Menares Personal trainer                   | 30   | 10.º eliminado En duelo de fuerza            | 52 días                               |          |
| Esteban “Bam Bam” Moráis Modelo y actor             | 32   | Abandona Por motivos personales              | 80 días                               |          |
| Pamela Díaz Modelo y animadora                      | 31   | 9.ª eliminada En duelo de agilidad           | 55 días                               |          |
| Cristhel Coopman Relacionadora pública y bailarina  | 28   | 7.ª eliminada En duelo de agilidad           | 8 días                                |          |
| Katherine Bodis Panelista y relacionadora pública   | 28   | Abandona Por motivos personales              | 59 días                               |          |
| Daniel Neilson Instructor de surf                   | 32   | 6.º eliminado En duelo de fuerza             | 54 días                               |          |
| Belén Hidalgo Modelo, exesposa de Miguel Piñera     | 30   | 4.ª eliminada En duelo de agilidad           | 39 días                               |          |
| Mariela Román Bailarina                             | —    | Abandonan Por motivos personales             | 32 días                               |          |
| Fabricio Vasconcellos Bailarín                      | 31   | Abandonan Por motivos personales             | 32 días                               |          |
| Uri Uri Pakomio Modelo y bailarín                   | 25   | Expulsado Por transgredir las reglas         | 29 días                               |          |
| Camila Vega Estudiante de derecho                   | 24   | 2.ª eliminada En duelo de agilidad           | 15 días                               |          |
| Fernando Carrillo Actor, cantante y modelo          | 45   | 1.er eliminado En duelo de equilibrio        | 9 días                                |          |

Notas
1. ↑  Después de haber sido eliminado el día 46, Sebastián reingresa el día 57.
2. ↑  Después de haber sido eliminada el día 24, Yemery reingresa el día 65, en reemplazo de Katherine.
3. 1 2 3 4  Andrés, Cristhel, Junior y Wilma ingresan el día 57, como nuevos participantes.
4. ↑  Después de haber sido eliminado el día 72, Junior reingresa el día 82, en reemplazo de Esteban.
5. ↑  Cristián ingresa el día 35, en reemplazo de Uri Uri.
6. ↑  Pamela ingresa el día 25, como nueva participante.

### Participantes invitados
| Sem. | Participante                                               | Edad | Pareja                            | Estadía |
| ---- | ---------------------------------------------------------- | ---- | --------------------------------- | ------- |
| 7    | Dominique Gallego Modelo y promotora                       | 22   | Stefano Ciaravino                 | 4 días  |
| 3    | Gabriel “Coca” Mendoza Futbolista retirado                 | 44   | Eugenia Lemos                     | 6 días  |
| 10   | Janis Pope Comunicadora audiovisual, bailarina y opinóloga | 27   | Sebastián Ramírez                 | 7 días  |
| 13   | Marcelo Marocchino Modelo                                  | 24   | Angie Jibaja                      | 9 días  |
| 12   | Valentina Roth Bailarina y gimnasta                        | 21   | José Luis “Junior Playboy” Concha | 16 días |
| 13   | Valentina Roth Bailarina y gimnasta                        | 21   | Rodrigo Wainraihgt                | 16 días |

## Resultados Generales
| Participante | Semana  | Semana    | Semana    | Semana    | Semana    | Semana    | Semana    | Semana    | Semana    | Semana    | Semana    | Semana    | Semana    | Semana    | Semana    | Semana     | Semana     | Semana    |
| Participante | 1       | 2         | 3         | 4         | 5         | 6         | 7         | 8         | 9         | 10        | 11        | 12        | 13        | 14        | 15        | 16         | SF         | Final     |
| ------------ | ------- | --------- | --------- | --------- | --------- | --------- | --------- | --------- | --------- | --------- | --------- | --------- | --------- | --------- | --------- | ---------- | ---------- | --------- |
| María Paz    | Inmune  | Gana      | Salvada   | Inmune    | Gana      | Gana      | Gana      | Salvada   | Inmune    | Inmune    | Inmune    | Inmune    | Nominada  | Gana      | Salvada   | Inmunes    | Salvados   | Ganadores |
| Pedro        | Gana    | Gana      | Gana      | Gana      | Salvado   | Salvado   | Gana      | Gana      | Inmune    | Inmune    | Inmune    | Inmune    | Gana      | Gana      | Salvado   | Inmunes    | Salvados   | Ganadores |
| Eugenia      | Salvada | Nominada  | Gana      | Gana      | Salvada   | Nominada  | Gana      | Gana      | Gana      | Gana      | Gana      | Gana      | Nominada  | Nominada  | Nominada  | Inmunes    | Salvados   | Segundos  |
| Rodrigo V.   | Gana    | Gana      | Gana      | Gana      | Inmune    | Salvado   | Gana      | Nominado  | Nominado  | Gana      | Gana      | Gana      | Nominado  | Nominado  | Salvado   | Inmunes    | Salvados   | Segundos  |
| Paola        | Gana    | Gana      | Inmune    | Nominada  | Gana      | Gana      | Inmune    | Gana      | Gana      | Gana      | Salvada   | Nominada  | Gana      | Gana      | Gana      | Inmunes    | Eliminados |           |
| José         | Gana    | Gana      | Gana      | Nominado  | Gana      | Gana      | Inmune    | Salvado   | Gana      | Gana      | Salvado   | Gana      | Gana      | Nominado  | Gana      | Inmunes    | Eliminados |           |
| Angie        | Salvada | Salvada   | Gana      | Salvada   | Nominada  | Gana      | Gana      | Gana      | Nominada  | Gana      | Salvada   | Salvada   | Inmune    | Inmune    | Inmune    | Nominados  | Eliminados |           |
| Sebastián    | Gana    | Inmune    | Nominado  | Nominado  | Gana      | Inmune    | Eliminado |           | Nominado  | Gana      | Gana      | Salvado   | Nominado  | Inmune    | Inmune    | Nominados  | Eliminados |           |
| Pilar        | Gana    | Nominada  | Salvada   | Gana      | Inmune    | Salvada   | Salvada   | Nominada  | Gana      | Salvada   | Gana      | Gana      | Nominada  | Nominada  | Nominada  | Eliminados |            |           |
| Rodrigo W.   | Salvado | Salvado   | Gana      | Salvado   | Nominado  | Gana      | Gana      | Gana      | Salvado   | Salvado   | Salvado   | Nominado  | Gana      | Nominado  | Nominado  | Eliminados |            |           |
| Stefano      | Gana    | Nominado  | Salvado   | Gana      | Gana      | Nominado  | Nominado  | Inmune    | Gana      | Gana      | Gana      | Gana      | Nominado  | Gana      | Eliminado |            |            |           |
| Yemery       | Gana    | Inmune    | Gana      | Eliminada |           |           |           |           |           | Nominada  | Gana      | Gana      | Gana      | Nominada  | Expulsada |            |            |           |
| Junior       |         |           |           |           |           |           |           |           | Gana      | Eliminado |           | Salvado   | Nominado  | Eliminado |           |            |            |           |
| Michelle     | Salvada | Salvada   | Nominada  | Salvada   | Salvada   | Inmune    | Nominada  | Inmune    | Salvada   | Gana      | Gana      | Nominada  | Gana      | Eliminada |           |            |            |           |
| Andrés       |         |           |           |           |           |           |           |           | Gana      | Nominado  | Nominado  | Gana      | Abandona  |           |           |            |            |           |
| Wilma        |         |           |           |           |           |           |           |           | Gana      | Nominada  | Nominada  | Gana      | Eliminada |           |           |            |            |           |
| Cristián     |         |           |           |           |           | Nominado  | Gana      | Salvado   | Salvado   | Gana      | Gana      | Eliminado |           |           |           |            |            |           |
| Esteban      | Salvado | Salvado   | Nominado  | Gana      | Salvado   | Salvado   | Salvado   | Salvado   | Salvado   | Salvado   | Abandona  |           |           |           |           |            |            |           |
| Pamela       |         |           |           |           | Gana      | Salvada   | Salvada   | Salvada   | Salvada   | Salvada   | Eliminada |           |           |           |           |            |            |           |
| Cristhel     |         |           |           |           |           |           |           |           | Eliminada |           |           |           |           |           |           |            |            |           |
| Katherine    | Gana    | Gana      | Gana      | Salvada   | Gana      | Gana      | Gana      | Nominada  | Abandona  |           |           |           |           |           |           |            |            |           |
| Daniel       | Gana    | Gana      | Salvado   | Salvado   | Gana      | Gana      | Salvado   | Eliminado |           |           |           |           |           |           |           |            |            |           |
| Belén        | Salvada | Salvada   | Gana      | Gana      | Gana      | Eliminada |           |           |           |           |           |           |           |           |           |            |            |           |
| Mariela      | Gana    | Gana      | Gana      | Gana      | Abandona  |           |           |           |           |           |           |           |           |           |           |            |            |           |
| Fabricio     | Salvado | Gana      | Gana      | Gana      | Abandona  |           |           |           |           |           |           |           |           |           |           |            |            |           |
| Uri Uri      | Inmune  | Gana      | Inmune    | Inmune    | Expulsado |           |           |           |           |           |           |           |           |           |           |            |            |           |
| Camila       | Gana    | Gana      | Eliminada |           |           |           |           |           |           |           |           |           |           |           |           |            |            |           |
| Fernando     | Salvado | Eliminado |           |           |           |           |           |           |           |           |           |           |           |           |           |            |            |           |

     El participante gana junto a su pareja/equipo la semana y es salvado.
     El participante gana junto a su pareja la semana o es el más votado por el público y obtiene la inmunidad.
     El participante pierde/gana junto a su pareja/equipo la semana y queda en riesgo, pero no es enviado a duelo.
     El participante pierde junto a su pareja/equipo la semana y es enviado a duelo por sus compañeros.
     El participante es enviado a duelo al quedar sin pareja o elegir a un compañero/a duelista.
     El participante pierde junto a su pareja la prueba de salvación y es enviado a duelo.
     El participante es nominado junto a su pareja, pierde el duelo de eliminación y posteriormente es eliminado de la competencia.
     El participante abandona la competencia.
     El participante es expulsado de la competencia.

## Ceremonia del «Cambio de parejas»
Cada semana se llevaba a cabo la ceremonia del cambio de pareja en el que todos los participantes elegian a un integrante del sexo contrario para que sea su pareja para participar en los desafíos y competencias.
| Participante | Semana     | Semana     | Semana     | Semana     | Semana     | Semana     | Semana     | Semana     | Semana     | Semana     | Semana     | Semana     | Semana     | Semana     | Semana     | Semana     |
| Participante | 1          | 2          | 3          | 4          | 5          | 6          | 7          | 8          | 9          | 10         | 11         | 12         | 13         | 14         | 15         | 16         |
| ------------ | ---------- | ---------- | ---------- | ---------- | ---------- | ---------- | ---------- | ---------- | ---------- | ---------- | ---------- | ---------- | ---------- | ---------- | ---------- | ---------- |
| Angie        | Rodrigo W. | Rodrigo W. | Rodrigo W. | Rodrigo W. | Rodrigo W. | Rodrigo W. | Rodrigo W. | Daniel     | Rodrigo W. | Rodrigo V. | Rodrigo W. | Sebastián  | Marcelo    | Sebastián  | Sebastián  | Sebastián  |
| Eugenia      | Fabricio   | Fabricio   | Coca       | Esteban    | Esteban    | Esteban    | Cristián   | Rodrigo W. | Stefano    | Stefano    | Rodrigo V. | Stefano    | Junior     | José       | Stefano    | Rodrigo V. |
| José         | Paola      | Paola      | Yemery     | Yemery     | María Paz  | Paola      | Paola      | María Paz  | Paola      | Paola      | Paola      | Yemery     | Paola      | Eugenia    | Paola      | Paola      |
| María Paz    | Uri Uri    | Uri Uri    | Sebastián  | Uri Uri    | José       | Cristián   | Pedro      | José       | Pedro      | Pedro      | Pedro      | Pedro      | Rodrigo V. | Pedro      | Rodrigo V. | Pedro      |
| Paola        | José       | José       | Uri Uri    | Pedro      | Sebastián  | José       | José       | Pedro      | José       | José       | José       | Rodrigo W. | José       | Stefano    | José       | José       |
| Pedro        | Camila     | Camila     | Katherine  | Paola      | Michelle   | Pamela     | María Paz  | Paola      | María Paz  | María Paz  | María Paz  | María Paz  | Yemery     | María Paz  | Yemery     | María Paz  |
| Rodrigo V.   | Mariela    | Mariela    | Belén      | Pilar      | Pilar      | Pilar      | Katherine  | Pilar      | Pilar      | Angie      | Eugenia    | Pilar      | María Paz  | Yemery     | María Paz  | Eugenia    |
| Sebastián    | Yemery     | Yemery     | María Paz  | Michelle   | Paola      | Michelle   | Michelle   |            | Cristhel   | Janis      | Yemery     | Angie      | Wilma      | Angie      | Angie      | Angie      |
| Pilar        | Stefano    | Stefano    | Stefano    | Rodrigo V. | Rodrigo V. | Rodrigo V. | Daniel     | Rodrigo V. | Rodrigo V. | Rodrigo W. | Stefano    | Rodrigo V. | Stefano    | Junior     | Rodrigo W. | Rodrigo W. |
| Rodrigo W.   | Angie      | Angie      | Angie      | Angie      | Angie      | Angie      | Angie      | Eugenia    | Angie      | Pilar      | Angie      | Paola      | Valentina  | Michelle   | Pilar      | Pilar      |
| Stefano      | Pilar      | Pilar      | Pilar      | Belén      | Katherine  | Belén      | Dominique  | Michelle   | Eugenia    | Eugenia    | Pilar      | Eugenia    | Pilar      | Paola      | Eugenia    |            |
| Yemery       | Sebastián  | Sebastián  | José       | José       |            |            |            |            |            | Junior     | Sebastián  | José       | Pedro      | Rodrigo V. | Pedro      |            |
| Junior       |            |            |            |            |            |            |            |            | Katherine  | Yemery     |            | Valentina  | Eugenia    | Pilar      |            |            |
| Michelle     | Esteban    | Esteban    | Esteban    | Sebastián  | Pedro      | Sebastián  | Sebastián  | Stefano    | Cristián   | Cristián   | Cristián   | Cristián   | Andrés     | Rodrigo W. |            |            |
| Andrés       |            |            |            |            |            |            |            |            | Wilma      | Wilma      | Wilma      | Wilma      | Michelle   |            |            |            |
| Wilma        |            |            |            |            |            |            |            |            | Andrés     | Andrés     | Andrés     | Andrés     | Sebastián  |            |            |            |
| Cristián     |            |            |            |            |            | María Paz  | Eugenia    | Katherine  | Michelle   | Michelle   | Michelle   | Michelle   |            |            |            |            |
| Esteban      | Michelle   | Michelle   | Michelle   | Eugenia    | Eugenia    | Eugenia    | Pamela     | Pamela     | Pamela     | Pamela     | Pamela     |            |            |            |            |            |
| Pamela       |            |            |            |            | Uri Uri    | Pedro      | Esteban    | Esteban    | Esteban    | Esteban    | Esteban    |            |            |            |            |            |
| Cristhel     |            |            |            |            |            |            |            |            | Sebastián  |            |            |            |            |            |            |            |
| Katherine    | Daniel     | Daniel     | Pedro      | Daniel     | Stefano    | Daniel     | Rodrigo V. | Cristián   | Junior     |            |            |            |            |            |            |            |
| Daniel       | Katherine  | Katherine  | Camila     | Katherine  | Belén      | Katherine  | Pilar      | Angie      |            |            |            |            |            |            |            |            |
| Belén        | Fernando   | Fernando   | Rodrigo V. | Stefano    | Daniel     | Stefano    |            |            |            |            |            |            |            |            |            |            |
| Mariela      | Rodrigo V. | Rodrigo V. | Fabricio   | Fabricio   | Fabricio   |            |            |            |            |            |            |            |            |            |            |            |
| Fabricio     | Eugenia    | Eugenia    | Mariela    | Mariela    | Mariela    |            |            |            |            |            |            |            |            |            |            |            |
| Uri Uri      | María Paz  | María Paz  | Paola      | María Paz  | Pamela     |            |            |            |            |            |            |            |            |            |            |            |
| Camila       | Pedro      | Pedro      | Daniel     |            |            |            |            |            |            |            |            |            |            |            |            |            |
| Fernando     | Belén      | Belén      |            |            |            |            |            |            |            |            |            |            |            |            |            |            |

## Posiciones en las «Competencias Individuales»
Cada semana hombres y mujeres por separado, se enfrentaban en competencias individuales; en donde los dos últimos lugares quedaban en riesgo de ir a duelo de eliminación junto a sus parejas. Los ganadores de dichas competencias obtienen como beneficio que en la Ceremonia del «Cambio de parejas» podrán elegir a su nueva pareja y esta no podrá rechazarlo.
| Posición    | Semana          | Semana          | Semana    | Semana     | Semana    | Semana     | Semana    | Semana     | Semana     | Semana    | Semana     | Semana    | Semana     | Semana    | Semana     | Semana    |
| Posición    | 1               | 1               | 2         | 2          | 3         | 3          | 4         | 4          | 5          | 5         | 6          | 6         | 7          | 7         | 8          | 8         |
| Posición    | Mujeres         | Hombres         | Mujeres   | Hombres    | Mujeres   | Hombres    | Mujeres   | Hombres    | Hombres    | Mujeres   | Hombres    | Mujeres   | Hombres    | Mujeres   | Hombres    | Mujeres   |
| ----------- | --------------- | --------------- | --------- | ---------- | --------- | ---------- | --------- | ---------- | ---------- | --------- | ---------- | --------- | ---------- | --------- | ---------- | --------- |
| Inmunes:    | María Paz       | Uri Uri         | Yemery    | Sebastián  | Paola     | Uri Uri    | María Paz | Uri Uri    | Rodrigo V. | Pilar     | Sebastián  | Michelle  | José       | Paola     | Stefano    | Michelle  |
| 1.er Lugar: | Sin competencia | Sin competencia | Mariela   | Pedro      | María Paz | Fabricio   | Michelle  | Pedro      | Stefano    | María Paz | Pedro      | Katherine | Rodrigo V. | Katherine | Cristián   | Eugenia   |
| 2.º Lugar:  | Sin competencia | Sin competencia | María Paz | Rodrigo V. | Eugenia   | Rodrigo V. | Pilar     | Rodrigo V. | José       | Katherine | Rodrigo V. | Angie     | Pedro      | María Paz | Daniel     | Paola     |
| 3.er Lugar: | Sin competencia | Sin competencia | Eugenia   | Fabricio   | Michelle  | Pedro      | Paola     | Fabricio   | Daniel     | Paola     | Cristián   | Paola     | Cristián   | Angie     | Rodrigo W. | Angie     |
| 4.º lugar:  | Sin competencia | Sin competencia | Paola     | Daniel     | Belén     | Coca       | Mariela   | Stefano    | Esteban    | Belén     | José       | María Paz | Stefano    | Eugenia   | Pedro      | Katherine |
| 5.º Lugar:  | Sin competencia | Sin competencia | Belén     | Uri Uri    | Yemery    | José       | Eugenia   | Daniel     | Pedro      | Michelle  | Daniel     | Pamela    | Rodrigo W. | Michelle  | José       | Pilar     |
| 6.º Lugar:  | Sin competencia | Sin competencia | Katherine | José       | Katherine | Rodrigo W. | Yemery    | Sebastián  | Rodrigo W. | Eugenia   | Rodrigo W. | Pilar     | Sebastián  | Dominique | Esteban    |           |
| 7.º Lugar:  | Sin competencia | Sin competencia | Camila    | Fernando   | Pilar     | Esteban    | Angie     |            | Uri Uri    |           | Stefano    |           | Daniel     |           |            |           |
| 8.º Lugar:  | Sin competencia | Sin competencia | Michelle  | Esteban    | Camila    | Sebastián  |           |            |            |           | Esteban    |           | Esteban    |           |            |           |
| 9.º Lugar:  | Sin competencia | Sin competencia | Angie     |            |           |            |           |            |            |           |            |           |            |           |            |           |
| 10.º Lugar: | Sin competencia | Sin competencia | Pilar     |            |           |            |           |            |            |           |            |           |            |           |            |           |

| Posición    | Semana    | Semana     | Semana    | Semana     | Semana    | Semana     | Semana     | Semana    |
| Posición    | 9         | 9          | 10        | 10         | 11        | 11         | 12         | 12        |
| Posición    | Mujeres   | Hombres    | Mujeres   | Hombres    | Mujeres   | Hombres    | Hombres    | Mujeres   |
| ----------- | --------- | ---------- | --------- | ---------- | --------- | ---------- | ---------- | --------- |
| Inmunes:    | María Paz | Pedro      | María Paz | Pedro      | María Paz | Pedro      | Pedro      | María Paz |
| 1.er Lugar: | Wilma     | Rodrigo V. | Eugenia   | Rodrigo V. | Michelle  | Rodrigo V. | Rodrigo V. | Yemery    |
| 2.º Lugar:  | Paola     | José       | Yemery    | José       | Yemery    | Stefano    | José       | Eugenia   |
| 3.er Lugar: | Angie     | Stefano    | Michelle  | Sebastián  | Paola     | Sebastián  | Stefano    | Wilma     |
| 4.º lugar:  | Pilar     | Andrés     | Paola     | Stefano    | Eugenia   | Rodrigo W. | Sebastián  | Pilar     |
| 5.º Lugar:  | Eugenia   | Esteban    | Pamela    | Esteban    | Pamela    | José       | Cristián   | Michelle  |
| 6.º Lugar:  | Pamela    | Rodrigo W. | Wilma     | Junior     | Wilma     |            | Andrés     | Angie     |
| 7.º Lugar:  | Cristhel  |            | Pilar     |            |           |            | Junior     |           |
| 8.º Lugar:  | Katherine |            |           |            |           |            | Rodrigo W. |           |
| 9.º Lugar:  |           |            |           |            |           |            |            |           |

Notas
1. ↑  Angie y Mariela no participaron en la competencia individual de mujeres por una prescripción médica.
2. ↑  Belén, Katherine y Esteban no participaron en sus respectivas competencias individuales por una prescripción médica.
3. ↑  Sebastián  no participó en la competencia individual de hombres por una prescripción médica, por otro lado Pamela no compitió tras no encontrarse con pareja.
4. ↑  Rodrigo V. no participó en la competencia individual de hombres debido a una lesión.
5. ↑  Luego de la competencia, Uri Uri fue expulsado al dejarse perder en la misma.
6. ↑  Cristián y Michelle no participaron en sus respectivas competencias individuales debido a una sanción que los envió directamente a la terapia de parejas».
7. ↑  Angie y Janis no participaron en la competencia individual de mujeres por una prescripción médica, lo mismo Cristián en la de hombres debido a una lesión.
8. ↑  Angie y Pilar no participaron en la competencia individual de mujeres por una prescripción médica, lo mismo Cristián en la de hombres debido a una lesión.
9. ↑  Luego de la competencia, Katherine abandona el programa.

## Competencia por equipos
| Semana:         | 13                   | 13                   | 14              | 14                  | 15                                   | 15                                   |
| --------------- | -------------------- | -------------------- | --------------- | ------------------- | ------------------------------------ | ------------------------------------ |
| Pareja inmune:  | Angie Marcelo        | Angie Marcelo        | Angie Sebastián | Angie Sebastián     | Angie Sebastián                      | Angie Sebastián                      |
| Equipos:        | Negro                | Blanco               | Negro           | Blanco              | Negro                                | Blanco                               |
| Parejas:        | Yemery Pedro         | María Paz Rodrigo V. | Pilar Junior    | Michelle Rodrigo W. | Yemery Pedro                         | María Paz Rodrigo V.                 |
| Parejas:        | Paola José           | Wilma Sebastián      | Paola Stefano   | Eugenia José        | Eugenia Stefano                      | Paola José                           |
| Parejas:        | Michelle Andrés      | Pilar Stefano        | María Paz Pedro | Yemery Rodrigo V.   | Angie Sebastián                      | Pilar Rodrigo W.                     |
| Parejas:        | Valentina Rodrigo W. | Eugenia Junior       |                 |                     |                                      |                                      |
| Excluido:       | —                    | —                    | —               | —                   | Angie Sebastián María Paz Rodrigo W. | Angie Sebastián María Paz Rodrigo W. |
| Equipo ganador: | Negro                | Negro                | Negro           | Negro               | Blanco                               | Blanco                               |

## Votos de la «Terapia de parejas»

### Semana 1-12
| Semana:                  | 1                 | 2                     | 3                     | 4                    | 5                     | 6                     | 7                    | 8                     | 9                     | 10                    | 11                 | 12                    |
| ------------------------ | ----------------- | --------------------- | --------------------- | -------------------- | --------------------- | --------------------- | -------------------- | --------------------- | --------------------- | --------------------- | ------------------ | --------------------- |
| Inmunes:                 | María Paz Uri Uri | Yemery Sebastián      | Paola Uri Uri         | María Paz Uri Uri    | Pilar Rodrigo V.      | Michelle Sebastián    | Paola José           | Michelle Stefano      | María Paz Pedro       | María Paz Pedro       | María Paz Pedro    | María Paz Pedro       |
| Andrés                   |                   |                       |                       |                      |                       |                       |                      |                       | Angie                 | Yemery                | Esteban            | Rodrigo W.            |
| Angie                    | —                 | Stefano               | María Paz             | Daniel               | Michelle              | Eugenia               | Michelle             | María Paz             | Michelle              | Wilma                 | Pamela             | Michelle              |
| Eugenia                  | —                 | Pilar                 | Camila                | Yemery               | Angie                 | Belén                 | Stefano              | Katherine             | Sebastián             | Yemery                | Pamela             | Rodrigo W.            |
| José                     | —                 | Esteban               | Sebastián             | Katherine            | Angie                 | Eugenia               | Sebastián            | Pilar                 | Cristhel              | Wilma                 | Andrés             | Michelle              |
| Junior                   |                   |                       |                       |                      |                       |                       |                      |                       | Michelle              | Andrés                |                    | Michelle              |
| María Paz                | —                 | Angie                 | Camila                | Daniel               | Angie                 | Belén                 | Michelle             | Katherine             | Cristhel              | Yemery                | Andrés             | Michelle              |
| Michelle                 | —                 | Pilar                 | Camila                | Yemery               | Angie                 | Belén                 | Stefano              | Katherine             | Sebastián             | Junior                | Esteban            | Rodrigo W.            |
| Paola                    | —                 | Angie                 | Sebastián             | Sebastián            | Angie                 | Eugenia               | Sebastián            | Katherine             | Angie                 | Junior                | Andrés             | Junior                |
| Pedro                    | —                 | Stefano               | Camila                | Sebastián            | Angie                 | Esteban               | Sebastián            | Pilar                 | Cristhel              | Wilma                 | Andrés             | Cristián              |
| Pilar                    | —                 | Angie                 | Sebastián             | Sebastián            | Michelle              | Belén                 | Michelle             | Katherine             | Angie                 | Yemery                | Esteban            | Michelle              |
| Rodrigo V.               | —                 | Esteban               | María Paz             | Sebastián            | Michelle              | Eugenia               | Sebastián            | José                  | Sebastián             | Yemery                | Pamela             | Michelle              |
| Rodrigo W.               | —                 | Fernando              | Camila                | Daniel               | Michelle              | Eugenia               | Sebastián            | Katherine             | Sebastián             | Junior                | Andrés             | Michelle              |
| Sebastián                | —                 | Fernando              | Camila                | Yemery               | Angie                 | Stefano               | Stefano              |                       | Angie                 | Rodrigo W.            | Pamela             | Paola                 |
| Stefano                  | —                 | Esteban               | Sebastián             | Sebastián            | Pedro                 | Esteban               | Sebastián            | Rodrigo V.            | Sebastián             | Junior                | Esteban            | Rodrigo W.            |
| Wilma                    |                   |                       |                       |                      |                       |                       |                      |                       | Angie                 | Yemery                | Pamela             | Junior                |
| Yemery                   | —                 | Pilar                 | Sebastián             | Katherine            |                       |                       |                      |                       |                       | Wilma                 | Paola              | Michelle              |
| Cristián                 |                   |                       |                       |                      |                       | Rodrigo V.            | Stefano              | Pilar                 | Sebastián             | Junior                | Andrés             | Rodrigo W.            |
| Esteban                  | —                 | Pilar                 | Sebastián             | Yemery               | Angie                 | Belén                 | Stefano              | Pilar                 | Angie                 | Junior                | Pamela             |                       |
| Pamela                   |                   |                       |                       |                      | Angie                 | Belén                 | Stefano              | Pilar                 | Angie                 | Yemery                | Wilma              |                       |
| Cristhel                 |                   |                       |                       |                      |                       |                       |                      |                       | Angie                 |                       |                    |                       |
| Katherine                | —                 | Michelle              | María Paz             | Yemery               | Rodrigo W.            | Pilar                 | Michelle             | Rodrigo V.            | [ n 3 ]               |                       |                    |                       |
| Daniel                   | —                 | Stefano               | María Paz             | Yemery               | Angie                 | Pilar                 | Michelle             | Cristián              |                       |                       |                    |                       |
| Belén                    | —                 | Stefano               | María Paz             | Daniel               | Pedro                 | Eugenia               |                      |                       |                       |                       |                    |                       |
| Mariela                  | —                 | Michelle              | Sebastián             | Sebastián            | Angie                 |                       |                      |                       |                       |                       |                    |                       |
| Fabricio                 | —                 | Michelle              | Sebastián             | Sebastián            | Angie                 |                       |                      |                       |                       |                       |                    |                       |
| Uri Uri                  | —                 | Fernando              | Sebastián             | José                 | [ n 4 ]               |                       |                      |                       |                       |                       |                    |                       |
| Camila                   | —                 | Fernando              | Sebastián             |                      |                       |                       |                      |                       |                       |                       |                    |                       |
| Fernando                 | —                 | Rodrigo W.            |                       |                      |                       |                       |                      |                       |                       |                       |                    |                       |
| Pareja Nominada 1:       | Sin nominados     | Pilar 4/22 votos      | María Paz 5/22 votos  | Michelle 0/20 votos  | Angie 12/19 votos     | Belén 6/18 votos      | Michelle 5/18 votos  | Katherine 6/16 votos  | Angie 8/19 votos      | Yemery 7/20 votos     | Pamela 6/18 votos  | Michelle 8/18 votos   |
| Pareja Nominada 1:       | Sin nominados     | Stefano 4/22 votos    | Sebastián 11/22 votos | Sebastián 7/20 votos | Rodrigo W. 1/19 votos | Stefano 1/18 votos    | Sebastián 6/18 votos | Cristián 1/16 votos   | Rodrigo W. 0/19 votos | Junior 6/20 votos     | Esteban 4/18 votos | Cristián 1/18 votos   |
| Pareja Nominada 2:       | Sin nominados     | Belén 0/22 votos      | Camila 6/22 votos     | Yemery 6/20 votos    | Michelle 4/19 votos   | Eugenia 6/18 votos    |                      | Pilar 5/16 votos      | Cristhel 3/19 votos   | Wilma 4/20 votos      | Wilma 1/18 votos   | Paola 1/18 votos      |
| Pareja Nominada 2:       | Sin nominados     | Fernando 4/22 votos   | Daniel 0/22 votos     | José 1/20 votos      | Pedro 2/19 votos      | Esteban 2/18 votos    | Stefano 6/18 votos   | Rodrigo V. 2/16 votos | Sebastián 6/19 votos  | Andrés 1/20 votos     | Andrés 6/18 votos  | Rodrigo W. 5/18 votos |
| Pareja Nominada 3:       | Sin nominados     | Michelle 3/22 votos   | Pilar 0/22 votos      | Katherine 2/20 votos | Sin nominados         | Pilar 2/18 votos      | Pilar 0/18 votos     | María Paz 1/16 votos  | Michelle 2/19 votos   | Pilar 0/20 votos      | Paola 1/18 votos   |                       |
| Pareja Nominada 3:       | Sin nominados     | Esteban 3/22 votos    | Stefano 0/22 votos    | Daniel 4/20 votos    | Sin nominados         | Rodrigo V. 1/18 votos | Daniel 0/18 votos    | José 1/16 votos       | Cristián 0/19 votos   | Rodrigo W. 1/20 votos | José 0/18 votos    | Junior 2/18 votos     |
| Pareja Nominada 4:       | Sin nominados     | Angie 3/22 votos      | Sin nominados         | Sin nominados        | Sin nominados         | Sin nominados         | Sin nominados        | Sin nominados         | Sin nominados         | Sin nominados         | Sin nominados      | Sin nominados         |
| Pareja Nominada 4:       | Sin nominados     | Rodrigo W. 1/22 votos | Sin nominados         | Sin nominados        | Sin nominados         | Sin nominados         | Sin nominados        | Sin nominados         | Sin nominados         | Sin nominados         | Sin nominados      | Sin nominados         |
| Pareja(s) Duelista(s) 1: | Sin duelistas     | Pilar Stefano         | Michelle Sebastián    | Paola Sebastián      | Mariela Fabricio      | Belén Stefano         | Michelle Sebastián   | Katherine Daniel      | Angie Rodrigo V.      | Yemery Junior         | Pamela Esteban     | Michelle Cristián     |
| Pareja(s) Duelista(s) 2: | Sin duelistas     | Eugenia Fernando      | Camila Esteban        | Yemery José          | Angie Rodrigo W.      | Eugenia Cristián      | Dominique Stefano    | Pilar Rodrigo V.      | Cristhel Sebastián    | Wilma Andrés          | Wilma Andrés       | Paola Rodrigo W.      |
| Eliminado(s):            | Sin eliminado     | Fernando              | Camila                | Yemery               | Sin eliminado         | Belén                 | Sebastián            | Daniel                | Cristhel              | Junior                | Pamela             | Cristián              |

1. ↑  Durante la semana 1 no hubo duelo de eliminación debido a que corresponde a la primera semana de competencia. Dejando suspendidas las competencias, dejando solo la «Aventura de la semana» que definía a la pareja inmune que disfruta de la "Cabaña VIP".
2. ↑  Durante la semana 5 no hubo eliminación debido a que Mariela y Fabricio decidieron abandonar la competencia.
3. ↑  Abandona en la respectiva semana, horas/días antes de la nominación en la cual debía votar.
4. ↑  Expulsado en la respectiva semana, horas/días antes de la nominación en la cual debía votar.
5. ↑  Son enviados a duelo de eliminación, debido a una agresión física por parte de Fabricio a Sebastián.

### Semana 13-16
| Semana:                  | 13                    | 13                    | 14                    | 14                    | 15                    | 16                    |
| ------------------------ | --------------------- | --------------------- | --------------------- | --------------------- | --------------------- | --------------------- |
| Inmunes:                 | Angie Marcelo         | Angie Marcelo         | Angie Sebastián       | Angie Sebastián       | Angie Sebastián       | Sin inmunes           |
| Angie                    | Rodrigo V.            | Rodrigo V.            | Pilar                 | Pilar                 | Stefano               | Pilar                 |
| Eugenia                  | María Paz             | María Paz             | Rodrigo V.            | Rodrigo V.            | Rodrigo W.            | Sebastián             |
| José                     | Junior                | Junior                | Rodrigo V.            | Rodrigo V.            | Stefano               | Angie                 |
| María Paz                | Sebastián             | Sebastián             | Michelle              | Michelle              | Eugenia               | Pilar                 |
| Paola                    | Junior                | Junior                | Rodrigo W.            | Rodrigo W.            | Stefano               | Pilar                 |
| Pedro                    | Sebastián             | Sebastián             | Michelle              | Michelle              | Rodrigo W.            | Pilar                 |
| Pilar                    | Sebastián             | Sebastián             | Eugenia               | Eugenia               | Stefano               | Sebastián             |
| Rodrigo V.               | Sebastián             | Sebastián             | Michelle              | Michelle              | Stefano               | Sebastián             |
| Rodrigo W.               | Stefano               | Stefano               | Rodrigo V.            | Rodrigo V.            | Stefano               | Paola                 |
| Sebastián                | Rodrigo V.            | Rodrigo V.            | Yemery                | Yemery                | Pedro                 | Rodrigo W.            |
| Stefano                  | Rodrigo V.            | Rodrigo V.            | Junior                | Junior                | Rodrigo W.            |                       |
| Yemery                   | Sebastián             | Sebastián             | Pilar                 | Pilar                 |                       |                       |
| Junior                   | Rodrigo V.            | Rodrigo V.            | Michelle              | Michelle              |                       |                       |
| Michelle                 | María Paz             | María Paz             | Junior                | Junior                |                       |                       |
| Andrés                   | Rodrigo V.            | Rodrigo V.            |                       |                       |                       |                       |
| Wilma                    | Rodrigo V.            | Rodrigo V.            |                       |                       |                       |                       |
| Pareja Nominada 1:       | María Paz 2/18 votos  | María Paz 2/18 votos  | Michelle 4/14 votos   | Michelle 4/14 votos   | Eugenia 1/11 votos    | Pilar 4/10 votos      |
| Pareja Nominada 1:       | Rodrigo V. 6/18 votos | Rodrigo V. 6/18 votos | Rodrigo W. 1/14 votos | Rodrigo W. 1/14 votos | Stefano 6/11 votos    | Rodrigo W. 1/10 votos |
| Pareja Nominada 2:       | Wilma 0/18 votos      | Wilma 0/18 votos      | Pilar 2/14 votos      | Pilar 2/14 votos      | Pilar 0/11 votos      | Angie 1/10 votos      |
| Pareja Nominada 2:       | Sebastián 5/18 votos  | Sebastián 5/18 votos  | Junior 2/14 votos     | Junior 2/14 votos     | Rodrigo W. 3/11 votos | Sebastián 3/10 votos  |
| Pareja Nominada 3:       | Pilar 0/18 votos      | Pilar 0/18 votos      | Yemery 1/14 votos     | Yemery 1/14 votos     |                       | Paola 1/10 votos      |
| Pareja Nominada 3:       | Stefano 3/18 votos    | Stefano 3/18 votos    | Rodrigo V. 3/14 votos | Rodrigo V. 3/14 votos | Pedro 1/11 votos      | José 0/10 votos       |
| Pareja Nominada 4:       | Eugenia 0/18 votos    | Eugenia 0/18 votos    | Eugenia 1/14 votos    | Eugenia 1/14 votos    | María Paz 0/11 votos  | Sin nominados         |
| Pareja Nominada 4:       | Junior 2/18 votos     | Junior 2/18 votos     | José 0/14 votos       | José 0/14 votos       | Rodrigo V. 0/11 votos | Sin nominados         |
| Pareja(s) Duelista(s) 1: | María Paz Rodrigo V.  | Eugenia Junior        | Michelle Rodrigo W.   | Eugenia José          | Eugenia Stefano       | Pilar Rodrigo W.      |
| Pareja(s) Duelista(s) 2: | Wilma Sebastián       | Pilar Stefano         | Yemery Rodrigo V.     | Pilar Junior          | Pilar Rodrigo W.      | Angie Sebastián       |
| Eliminado(s):            | Wilma                 | Sin eliminado         | Michelle              | Junior                | Stefano               | Pilar Rodrigo W.      |

## «Aventura de la semana» (Desafío de inmunidad)
Cada semana se realiza una competencia en parejas en donde la pareja ganadora de este desafío se convierte en la pareja inmune de la semana. Esta no podrá ser nominada y disfrutará de todos los beneficios de la "Cabaña VIP" además de que en la Ceremonia del «Cambio de parejas» podrán elegir a su nueva pareja y esta no podrá rechazarlo.
| Semana | Pareja(s) Ganadora(s)               | Tipo de desafío |
| ------ | ----------------------------------- | --------------- |
| 1      | María Paz Wagner/Uri Uri Pakomio    | Agilidad        |
| 2      | Yemery Herrera/Sebastián Ramírez    | Resistencia     |
| 3      | Paola Carnevali/Uri Uri Pakomio     | Resistencia     |
| 4      | María Paz Wagner/Uri Uri Pakomio    | Agilidad        |
| 5      | Pilar Ruiz/Rodrigo Valencia         | Agilidad        |
| 6      | Michelle Carvalho/Sebastián Ramírez | Agilidad        |
| 7      | Paola Carnevali/José Gutiérrez      | Agilidad        |
| 8      | Michelle Carvalho/Stefano Ciavarino | Agilidad        |
| 9      | María Paz Wagner/Pedro Astorga      | Agilidad        |
| 10     | María Paz Wagner/Pedro Astorga      | Resistencia     |
| 11     | María Paz Wagner/Pedro Astorga      | Habilidad       |
| 12     | María Paz Wagner/Pedro Astorga      | Fuerza          |
| 13     | Yemery Herrera/Pedro Astorga        | Resistencia     |
| 14     | María Paz Wagner/Pedro Astorga      | Agilidad        |
| 15     | María Paz Wagner/Rodrigo Valencia   | Resistencia     |
| 16     | María Paz Wagner/Pedro Astorga      | Resistencia     |
| 16     | Eugenia Lemos/Rodrigo Valencia      | Resistencia     |

## «Voto del público» (Participante favorito)
El público constantemente se encuentra enviando mensajes de texto apoyando a sus participantes favoritos. Esto tiene como consecuencia que el participante más votado se salve junto a su pareja de ir a duelo de eliminación. A partir de la semana 3. Desde la semana 13, el voto del público hará que el participante más votado gane la inmunidad durante la semana y quede eximido/a de las competencias junto a su pareja.
| Semana | En riesgo         | En riesgo          | En riesgo          | En riesgo           | En riesgo        | Salvado por el público |
| ------ | ----------------- | ------------------ | ------------------ | ------------------- | ---------------- | ---------------------- |
| 1      |                   |                    |                    |                     |                  | Sin salvado            |
| 2      |                   |                    |                    |                     |                  | Sin salvado            |
| 3      | Pilar/Stefano     | Camila/Daniel      | Michelle/Esteban   | María Paz/Sebastián |                  | Michelle Carvalho      |
| 4      | Yemery/José       | Angie/Rodrigo W.   | Katherine/Daniel   | Michelle/Sebastián  | Angie Jibaja     |                        |
| 5      | Angie/Rodrigo W.  | Michelle/Pedro     | Eugenia/Esteban    |                     | Eugenia Lemos    |                        |
| 6      | Belén/Stefano     | Eugenia/Esteban    | Pamela/Pedro       | Pilar/Rodrigo V.    | Pedro Astorga    |                        |
| 7      | Pilar/Daniel      | Pamela/Esteban     | Michelle/Sebastián | Dominique/Stefano   | Pamela Díaz      |                        |
| 8      | María Paz/José    | Pamela/Esteban     | Katherine/Cristián | Pilar/Rodrigo V.    | Pamela Díaz      |                        |
| 9      | Michelle/Cristián | Cristhel/Sebastián | Katherine/Junior   | Pamela/Esteban      | Angie/Rodrigo W. | Pamela Díaz            |
| 10     | Wilma/Andrés      | Pilar/Rodrigo W.   | Pamela/Esteban     | Yemery/Junior       |                  | Pamela Díaz            |
| 11     | Wilma/Andrés      | Pamela/Esteban     | Angie/Rodrigo W.   | Paola/José          | Angie Jibaja     |                        |
| 12     | Valentina/Junior  | Paola/Rodrigo W.   | Michelle/Cristián  | Angie/Sebastián     | Angie Jibaja     |                        |
| 13     |                   |                    |                    |                     |                  | Angie Jibaja           |
| 14     | Angie Jibaja      |                    |                    |                     |                  |                        |
| 15     | Angie Jibaja      |                    |                    |                     |                  |                        |

1. ↑  Son enviados directamente a la terapia de parejas sin tener la posibilidad de ser salvados por el público, por no haber dormido con sus respectivas parejas en la semana 8.
2. ↑  Inicialmente la pareja estaba en riesgo de ir a duelo de eliminación, pero debido al abandono de Katherine, Junior al quedar sin compañera, es salvado.
3. ↑  Son enviados directamente a la terapia de parejas sin tener la posibilidad de ser salvados por el público, debido a que Pamela abandonó la competencia y volvió al refugio.

## Competencias
"Pareja perfecta"  se basa prácticamente en competencias en las cuales se prueba a las parejas en fuerza, velocidad, habilidad, equilibrio, etc. Para hacer pruebas de estas, se conforman parejas, identificados con un color, y se baten en competencias para no eliminar a uno de sus integrantes y permanecer en la "Gran Casona".
| Sem. | En riesgo         | En riesgo            | En riesgo            | En riesgo           | En riesgo            | Pareja(s) Duelista(s) 1    | Pareja(s) Duelista(s) 2    | Tipo de duelo              | Eliminado(s)               |
| ---- | ----------------- | -------------------- | -------------------- | ------------------- | -------------------- | -------------------------- | -------------------------- | -------------------------- | -------------------------- |
| 1    | Michelle/Esteban  | Belén/Fernando       | Angie/Rodrigo W.     | Eugenia/Fabricio    |                      | Sin proceso de eliminación | Sin proceso de eliminación | Sin proceso de eliminación | Sin proceso de eliminación |
| 2    | Angie/Rodrigo W.  | Pilar/Stefano        | Belén/Fernando       | Michelle/Esteban    | Pilar/Stefano        | Eugenia/Fernando           | Equilibrio                 | Fernando                   |                            |
| 3    | Pilar/Stefano     | Camila/Daniel        | Michelle/Esteban     | María Paz/Sebastián | Michelle/Sebastián   | Camila/Esteban             | Agilidad                   | Camila                     |                            |
| 4    | Yemery/José       | Angie/Rodrigo W.     | Katherine/Daniel     | Michelle/Sebastián  | Paola/Sebastián      | Yemery/José                | Habilidad                  | Yemery                     |                            |
| 5    | Angie/Rodrigo W.  | Michelle/Pedro       | Eugenia/Esteban      |                     | Mariela/Fabricio     | Angie/Rodrigo W.           | Agilidad                   | Sin eliminado              |                            |
| 6    | Belén/Stefano     | Eugenia/Esteban      | Pamela/Pedro         | Pilar/Rodrigo V.    | Belén/Stefano        | Eugenia/Cristián           | Agilidad                   | Belén                      |                            |
| 7    | Pilar/Daniel      | Pamela/Esteban       | Michelle/Sebastián   | Dominique/Stefano   | Michelle/Sebastián   | Dominique/Stefano          | Agilidad                   | Sebastián                  |                            |
| 8    | María Paz/José    | Pamela/Esteban       | Katherine/Cristián   | Pilar/Rodrigo V.    | Katherine/Daniel     | Pilar/Rodrigo V.           | Fuerza                     | Daniel                     |                            |
| 9    | Michelle/Cristián | Cristhel/Sebastián   | Katherine/Junior     | Pamela/Esteban      | Angie/Rodrigo W.     | Angie/Rodrigo V.           | Cristhel/Sebastián         | Agilidad                   | Cristhel                   |
| 10   | Wilma/Andrés      | Pilar/Rodrigo W.     | Pamela/Esteban       | Yemery/Junior       |                      | Yemery/Junior              | Wilma/Andrés               | Resistencia                | Junior                     |
| 11   | Wilma/Andrés      | Pamela/Esteban       | Angie/Rodrigo W.     | Paola/José          | Pamela/Esteban       | Wilma/Andrés               | Agilidad                   | Pamela                     |                            |
| 12   | Valentina/Junior  | Paola/Rodrigo W.     | Michelle/Cristián    | Angie/Sebastián     | Michelle/Cristián    | Paola/Rodrigo W.           | Fuerza                     | Cristián                   |                            |
| 13   | Eugenia/Junior    | María Paz/Rodrigo V. | Pilar/Stefano        | Wilma/Sebastián     | María Paz/Rodrigo V. | Wilma/Sebastián            | Agilidad                   | Wilma                      |                            |
| 13   | Eugenia/Junior    | María Paz/Rodrigo V. | Pilar/Stefano        | Wilma/Sebastián     | Eugenia/Junior       | Pilar/Stefano              | Resistencia                | Sin eliminado              |                            |
| 14   | Eugenia/José      | Michelle/Rodrigo W.  | Yemery/Rodrigo V.    | Pilar/Junior        | Michelle/Rodrigo W.  | Yemery/Rodrigo V.          | Resistencia                | Michelle                   |                            |
| 14   | Eugenia/José      | Michelle/Rodrigo W.  | Yemery/Rodrigo V.    | Pilar/Junior        | Eugenia/José         | Pilar/Junior               | Resistencia                | Junior                     |                            |
| 15   | Yemery/Pedro      | Eugenia/Stefano      | María Paz/Rodrigo V. | Pilar/Rodrigo W.    | Eugenia/Stefano      | Pilar/Rodrigo W.           | Agilidad                   | Stefano                    |                            |
| 16   | Angie/Sebastián   | Paola/José           | Pilar/Rodrigo W.     |                     | Pilar/Rodrigo W.     | Angie/Sebastián            | Agilidad                   | Pilar/Rodrigo W.           |                            |

1. ↑  Durante la semana 1 no hubo duelo de eliminación debido a que corresponde a la primera semana de competencia. Dejando suspendidas las competencias, dejando solo la «Aventura de la semana» que definía a la pareja inmune que disfruta de la "Cabaña VIP".
2. ↑  Durante la semana 5 no hubo eliminación debido a que Mariela y Fabricio decidieron abandonar la competencia.
3. ↑  Son enviados directamente a duelo de eliminación, debido a una agresión física por parte de Fabricio a Sebastián.
4. ↑  Son enviados directamente a la terapia de parejas sin tener la posibilidad de ser salvados por el público, por no haber dormido con sus respectivas parejas en la semana 8.
5. ↑  Inicialmente la pareja estaba en riesgo de ir a duelo de eliminación, pero debido al abandono de Katherine, Junior al quedar sin compañera, es salvado.
6. ↑  Son enviados directamente a la terapia de parejas sin tener la posibilidad de ser salvados por el público, debido a que Pamela abandonó la competencia y volvió al refugio.

     La pareja es la más votada por el público, por ende se salva y no enfrenta el duelo de eliminación.
     La pareja obtiene menos votos en la terapia de parejas, por ende se salva y no enfrenta el duelo de eliminación.
     La pareja obtiene menos votos en la terapia de parejas, por ende elige con que pareja desea enfrentarse en el duelo de eliminación.
     La pareja obtiene la mayor cantidad de votos en la terapia de parejas, por ende elige con que pareja desea enfrentarse en el duelo de eliminación.

### Semana 1
- Aventura de la semana: Esta competencia que consta de 6 etapas de las cuales van a tener que rescatar y obtener 5 banderines. En la primera etapa los hombres deberán desenterrar una balsa y navegar con ella hasta la cascada, luego de escalarla se dirigirán a otro sector para liberar a sus parejas. Superada esta etapa llegaran hasta unos troncos para desatar una cuerda sujeta a ellos logrado este objetivo podrán saborear un plato exótico de la zona. Finalmente el hombre deberá cruzar un río y arrastrar hacia él a su pareja que estará aferrada a un tronco. La primera pareja que al llegar a la meta ubique sus 5 banderines obtendrá la inmunidad.
  - Pareja ganadora: María Paz Wagner y Uri Uri Pakomio.
- Duelo de eliminación: Sin duelo de eliminación.
  - Tipo de duelo: Sin duelo de eliminación.
    - Pareja ganadora: Sin ganadores.
      - Eliminado: Sin eliminado.

### Semana 2
- Aventura de la semana: El objetivo de la prueba es conseguir 4 banderines, para lograrlo primero las mujeres deben cavar en la tierra para poder conseguir 2 ruedas. Luego con las ruedas ya encontradas deben ponerlas en la carreta para que esta pueda moverse, luego de haber puesto ambas ruedas las parejas deben subir una cuesta con grandes dificultades para poder conseguir uno de los 5 fardos que deben portar. La primera pareja que logre conseguir los 5 fardos y pueda obtener la gran bandera es la ganadora y obtiene la Inmunidad.
  - Pareja ganadora: Yemery Herrera y Sebastián Ramírez.
- Competencia individual mujeres: Cada una de las participantes deberá desenrollar una cuerda amarrada a un tronco hasta que logre sujetar el extremo de la misma en el tronco siguiente y así tomar el banderín para llevárselo a su pareja. La primera que entregue sus 3 banderines será la ganadora de esta competencia.
  - Ganadora: Mariela Román.
  - Perdedoras (2 últimos lugares): Angie Jibaja, Pilar Ruiz.
- Competencia individual hombres: Los participantes deberán entregar 5 banderines a su pareja que estará del otro lado de una gran estructura que deberán trepar, los llevarán de uno en uno el primero que logre cruzarlos hasta el otro extremo será el gran vencedor de esta competencia.
  - Ganador: Pedro Astorga.
  - Perdedores (2 últimos lugares): Fernando Carrillo, Esteban Morais.
- Duelo de eliminación: Cada pareja deberá llegar hasta el lugar donde se encuentran los banderines sin tocar el piso, la mujer tomara el banderín y el hombre deberá colocarlo en el otro extremo sorteando los obstáculos. La primera pareja que coloque sus 5 banderines será la vencedora de este duelo.
  - Tipo de duelo: Equilibrio.
    - Pareja ganadora: Pilar Ruiz y Stefano Ciaravino.
      - Eliminado: Fernando Carrillo.

### Semana 3
- Aventura de la semana: Cada pareja deberá ir en busca de 4 banderines ubicados en la ladera superior de la colina, deberán estar siempre juntos para tomarlos y para colocarlo en la estructura situada en la base. La primera pareja que logre colocar sus 4 banderines será la gran vencedora de esta aventura.
  - Pareja ganadora: Paola Carnevali y Uri Uri Pakomio.
- Competencia individual mujeres: Las mujeres tendrán que correr hasta una tarima donde sus respectivas parejas les entregarán un saco que deberán trasladar y enganchar a las cuerdas para poder subirlo. La competidora que logre colgar primero sus sacos será la ganadora.
  - Ganadora: María Paz Wagner.
  - Perdedoras (2 últimos lugares): Pilar Ruiz, Camila Vega.
- Competencia individual hombres: Cada uno de los participantes deberá atar una cuerda en el extremo de un tronco y luego ir a recoger un banderín al otro lado del campo de juego, tendrá que colocar el banderín en el tronco y transportarlo hasta entregárselo a su pareja. El que logre acarrear primero sus 5 banderines será el ganador de esta competencia.
  - Ganador: Fabricio Vasconcellos.
  - Perdedores (2 últimos lugares): Esteban Morais, Sebastián Ramírez.
- Duelo de eliminación: Los hombres deberán mantener en alto un pesado tronco para que sus parejas puedan tomar un banderín y luego de sortear los obstáculos lo coloquen en una base. La pareja que ubique primero sus 5 banderines será la vencedora de este duelo.
  - Tipo de duelo: Agilidad.
    - Pareja ganadora: Michelle Carvalho y Sebastián Ramírez.
      - Eliminada: Camila Vega.

### Semana 4
- Aventura de la semana: Las mujeres deberán transportar un banderín hacia el otro extremo del campo de juego haciendo equilibrio sobre dos tachos que serán movidos por los hombres y caminando por una delgada superficie sin caerse. La pareja que primero logre transportar sus 4 banderines será la ganadora de esta aventura.
  - Pareja ganadora: María Paz Wagner y Uri Uri Pakomio.
- Competencia individual mujeres: Las mujeres deberán atravesar el campo de juego caminando sobre los fardos y trepando sobre por la red para obtener un banderín y llevárselo a su compañero. La que primero logre entregar sus 5 banderines será la ganadora de esta competencia.
  - Ganadora: Michelle Carvalho.
  - Perdedoras (2 últimos lugares): Yemery Herrera, Angie Jibaja.
- Competencia individual hombres:
  - Ganador: Pedro Astorga.
  - Perdedores (2 últimos lugares): Daniel Neilson, Sebastián Ramírez.
- Duelo de eliminación: Los hombres deberán bajar un cajón de la estructura y luego junto a su pareja deberán trasladarlo por un laberinto metálico con la ayuda de unos ganchos, una vez superado este obstáculo la mujer debe usar el cajón a modo de peldaño para obtener un banderín que deberá ser colocado en lo alto de la estructura. La primera pareja que coloque sus 5 banderines será la vencedora de este duelo.
  - Tipo de duelo: Habilidad.
    - Pareja ganadora: Paola Carnevali y Sebastián Ramírez.
      - Eliminada: Yemery Herrera.

### Semana 5
- Aventura de la semana: La mujer deberá liberar el primer banderín para luego encontrarse con su pareja y liberar 3 banderines ubicados a lo largo del río, luego deberá subir por la colina para liberar el quinto y último banderín. La pareja que primero coloque sus 5 banderines en la meta será la ganadora de esta aventura.
  - Pareja ganadora: Pilar Ruiz y Rodrigo Valencia.
- Competencia individual hombres:
  - Ganador: Stefano Ciaravino.
  - Perdedor (último lugar): Rodrigo Wainraihgt.
- Competencia individual mujeres: Cada una de las participantes deberá encontrar y llevarle a su compañero 5 banderines que están ocultos entre la paja. La que logre ubicar primero sus banderines será la ganadora de esta competencia.
  - Ganadora: María Paz Wagner.
  - Perdedoras (2 últimos lugares): Michelle Carvalho, Eugenia Lemos.
- Duelo de eliminación:
  - Tipo de duelo: Agilidad.
    - Pareja ganadora: Mariela Román y Fabricio Vasconcellos.
      - Eliminado: Sin eliminado debido a que Mariela Román y Fabricio Vasconcellos deciden abandonar la competencia cediendo sus lugares al posible eliminado. Cabe destacar que quienes estaban en riesgo de ser eliminados era la pareja compuesta por Angie Jibaja y Rodrigo Wainraihgt.

### Semana 6
- Aventura de la semana:
  - Pareja ganadora: Michelle Carvalho y Sebastián Ramírez.
- Competencia individual hombres: Cada uno de los participantes deberá trasladar un fardo de paja sorteando los obstáculos a través del campo de juego para luego subir la estructura  y tomar un banderín que tendrá que llevar a su pareja. El primero que logre entregar sus 5 banderines será el ganador.
  - Ganador: Pedro Astorga.
  - Perdedores (2 últimos lugares): Stefano Ciaravino, Esteban Morais.
- Competencia individual mujeres: Las mujeres deberán apelar a su equilibrio y trasladar 4 esferas hasta el otro extremo del campo de juego sin que estas caigan al piso, cuando lo logren, podrán tomar un banderín que deberán entregar a su compañero. La primera que consiga llevar sus 4 banderines será la ganadora de esta competencia.
  - Ganadora: Katherine Bodis.
  - Perdedoras (2 últimos lugares): Pamela Díaz, Pilar Ruiz.
- Duelo de eliminación: Los hombres deberán sortear un obstáculo y luego trepar por el caño para tomar un banderín que deberán llevar y dejar en lo alto de una estructura. La mujer deberá llegar hasta ahí atravesando otro obstáculo para tomar y trasladar el banderín hasta su posición final. La primera pareja que coloque sus 5 banderines será la vencedora de este duelo.
  - Tipo de duelo: Agilidad.
    - Pareja ganadora: Eugenia Lemos y Cristián Menares.
      - Eliminada: Belén Hidalgo.

### Semana 7
- Aventura de la semana: Los hombres cruzaran a nado remolcando un barril hasta la costa donde se juntaran con sus parejas y tomaran su primer banderín, luego deberán dirigirse juntos hasta el próximo obstáculo y entre ambos desenredaran una cuerda para liberar el segundo banderín, desde allí llegaran hasta unos barriles que tendrán que desenterrar para tomar el tercer banderín, finalmente pasaran los banderines por debajo de una malla metálica donde tomaran el cuarto banderín. La primera pareja que coloque sus 4 banderines en la meta será la ganadora de esta aventura.
  - Pareja ganadora: Paola Carnevali y José Gutiérrez.
- Competencia individual hombres: Cada participante deberá tomar un banderín al otro extremo del campo de juego arrastrando un barril, tendrá que llevárselo a su pareja y luego agregar un barril extra por cada vuelta que complete, el primero que logre entregar sus 5 banderines, será el ganador.
  - Ganador: Rodrigo Valencia.
  - Perdedores (2 últimos lugares): Daniel Neilson, Esteban Moráis.
- Competencia individual mujeres: Las participantes deberán escalar una estructura y enganchar con una cuerda a un caño que tendrán que llevar hasta otra estructura, allí los bajaran e insertarán en su lugar para que los pueda tomar su compañero, la primera que consiga llevar los cinco caños, será la ganadora
  - Ganadora: Katherine Bodis.
  - Perdedoras (2 últimos lugares): Michelle Carvalho, Dominique Gallego.
- Duelo de eliminación: Los hombres deberán trepar por una estructura para liberar un tronco que tiene atado un banderín, luego tendrán que cruzar un obstáculo cargando el tronco y llevarlo hasta el punto donde está su pareja, juntos liberarán el banderín y la mujer lo llevará hasta su punto final sorteando otro obstáculo, la primera pareja que coloque sus cinco banderines, será la ganadora.
  - Tipo de duelo: Agilidad.
    - Pareja ganadora: Stefano Ciaravino y Dominique Gallego.
      - Eliminado: Sebastián Ramírez.

### Semana 8
- Aventura de la semana: Los hombres deberán correr cuesta arriba hasta un sector con paja para ubicar allí un palo que llevaran hasta donde esta su pareja, juntos pasaran por debajo de un entramado de cuerdas para colocar un banderín con unas cañas, luego tomaran otro palo y lo llevaran hasta una estructura donde la mujer tendrá que cruzarla usándolos como peldaños, cuando lo consiga llegaran hasta un poste donde extraerán dos argollas que usaran para colgar un tronco y colocar allí el banderín. La primera pareja que complete este circuito será la ganadora de esta aventura.
  - Pareja ganadora: Michelle Carvalho y Stefano Ciaravino.
- Competencia individual hombres: Cada uno de los participantes deberá atravesar el circuito con los pies atados hasta llegar al otro extremo del campo de juego donde tomarán un banderín que llevarán de vuelta a donde está su pareja. El primero que logre entregar sus 5 banderines será el ganador de esta competencia.
  - Ganador: Cristián Menares.
  - Perdedores (2 últimos lugares): José Gutiérrez, Esteban Moráis.
- Competencia individual mujeres: Las mujeres deberán cruzar el circuito conduciendo una rueda y al llegar al otro extremo tomaran un banderín que colocaran sobre esta, tendrán que llevar este banderín de vuelta atravesando los obstáculos sin que se caiga. La primera que consiga llevar sus 5 banderines será la ganadora de esta competencia.
  - Ganadora: Eugenia Lemos.
  - Perdedoras (2 últimos lugares): Katherine Bodis, Pilar Ruiz.
- Duelo de eliminación: Los hombres deberán tomar un banderín y luego atravesar un obstáculo rodando una esfera hasta encontrarse con su pareja que tendrá que llevar el banderín hasta su posición final. La primera pareja que coloque sus 4 banderines será la vencedora de este duelo.
  - Tipo de duelo: Fuerza.
    - Pareja ganadora: Pilar Ruiz y Rodrigo Valencia.
      - Eliminado: Daniel Neilson.

### Semana 9
- Aventura de la semana: Las mujeres tendrán que desatar un cubo y llevarlo hasta donde están los hombres para liberar juntos una tabla que servirá de soporte para cargar los 5 cubos restantes que deberán obtener durante el recorrido por el circuito. La primera pareja que consiga liberar y transportar sus 6 cubos hasta la meta para armar allí una figura con los dibujos de sus caras será la ganadora de esta aventura.
  - Pareja ganadora: María Paz Wagner y Pedro Astorga.
- Competencia individual mujeres:
  - Ganadora: Wilma González.
  - Perdedoras (2 últimos lugares): Cristhel Coopman, Katherine Bodis.
- Competencia individual hombres: Los hombres deberán apelar a su fuerza, equilibrio y resistencia para atravesar los obstáculos y llegar hasta el otro extremo del campo de juego donde tomarán un banderín que se lo llevarán de vuelta a su pareja. El primero que consiga entregar sus 5 banderines será el vencedor de esta competencia.
  - Ganador: Rodrigo Valencia.
  - Perdedores (2 últimos lugares): Esteban Morais, Rodrigo Wainraight.
- Duelo de eliminación: Los hombres deberán atravesar los obstáculos para tomar un banderín que luego entregaran a su pareja, ella tendrá que colocar el banderín en una caja y trasladarla de un extremo a otro hasta ubicar el banderín en su posición final. La primera pareja que coloque sus 5 banderines será la vencedora de este duelo.
  - Tipo de duelo: Agilidad.
    - Pareja ganadora: Angie Jibaja y Rodrigo Valencia.
      - Eliminada: Christel Coopman.

### Semana 10
- Aventura de la semana: Los hombres deberán liberar un caño sostenido por una cadena para luego llevarlo hasta donde están sus parejas, este caño les servirá para cargar entre ambos los 5 troncos que deben conseguir en el circuito. La primera pareja que logre liberar y transportar sus 5 troncos hasta la meta para colocar allí su banderín será la vencedora de esta aventura.
  - Pareja ganadora: María Paz Wagner y Pedro Astorga.
- Competencia individual mujeres: Las mujeres deberán sortear los obstáculos y atravesar el campo de juego hasta el otro extremo para obtener un banderín que tendrán que llevar de vuelta a su pareja. La primera que logre entregar sus 4 banderines será la ganadora de esta competencia.
  - Ganadora: Eugenia Lemos.
  - Perdedoras (2 últimos lugares): Wilma González, Pilar Ruiz.
- Competencia individual hombres: Los hombres deberán demostrar su destreza y resistencia para atravesar un circuito acuático y rescatar un banderín ubicado en el otro extremo que llevarán de vuelta a su pareja. El primero que consiga entregar sus 5 banderines será el ganador de esta competencia.
  - Ganador: Rodrigo Valencia.
  - Perdedores (2 últimos lugares): Esteban Moráis, José Luis Concha.
- Duelo de eliminación: Las mujeres deberán atravesar las estructuras para llegar a la mitad del campo de juego donde recibirán el banderín que el hombre los alcanzara cuando logre vencer la resistencia de la cuerda que lo sujeta, ella tendrá que hacer el recorrido de vuelta para dejar el banderín en su posición final.  La primera pareja que coloque sus 5 banderines será la vencedora de este duelo.
  - Tipo de duelo: Resistencia.
    - Pareja ganadora: Andrés Longton y Wilma González.
      - Eliminado: José Luis Concha.

### Semana 11
- Aventura de la semana: Cada pareja deberá recorrer el circuito para liberar 7 cilindros ubicados en distintos puntos del mismo, luego tendrán que llevarlos hacia la meta para armar allí una figura. La pareja que primero lo consiga será la ganadora de esta aventura.
  - Pareja ganadora: María Paz Wagner y Pedro Astorga.
- Competencia individual mujeres: Las mujeres deberán apelar a su habilidad y destreza para atravesar los obstáculos del campo de juego dirigiendo una pelota de diversas formas, tendrán que ubicar esta pelota en su posición final para poder tomar un banderín y llevárselo a su pareja. La primera que consiga entregar sus 5 banderines será la ganadora de esta competencia.
  - Ganadora: Michelle Carvalho.
  - Perdedoras (2 últimos lugares): Pamela Díaz, Wilma González.
- Competencia individual hombres: Los hombres deberán cargar una escalera hasta ambos extremos del campo de juego para rescatar 5 banderines colocados en lo alto de las estructuras, tendrán que alcanzar un banderín por vez a sus parejas ubicadas en la cima de la estructura central. El primero que consiga entregar sus 5 banderines será el ganador de esta competencia.
  - Ganador: Rodrigo Valencia.
  - Perdedores (2 últimos lugares): Rodrigo Wainraihgt, José Gutiérrez.
- Duelo de eliminación: Las mujeres deberán atravesar los obstáculos para llegar hasta la mitad del campo de juego, una vez que lo hagan los hombres atravesaran la otra mitad para conseguir los banderines y llevarlos de vuelta a su pareja para que pueda colocarlos en su posición final. La primera pareja que coloque sus 5 banderines será la vencedora de este duelo.
  - Tipo de duelo: Agilidad.
    - Pareja ganadora: Andrés Longton y Wilma González.
      - Eliminada: Pamela Díaz.

### Semana 12
- Aventura de la semana:
  - Pareja ganadora: María Paz Wagner y Pedro Astorga.
- Competencia individual hombres:
  - Ganador: Rodrigo Valencia.
  - Perdedores (2 últimos lugares): José Luis Concha, Rodrigo Wainraihgt.
- Competencia individual mujeres: Las mujeres deberán atravesar los obstáculos cargando un barril que trasladaran hasta el otro extremo del campo de juego para alcanzar un banderín y llevarlo de vuelta a su pareja. La primera que logre entregar sus 5 banderines  será la ganadora de esta competencia.
  - Ganadora: Yemery Herrera.
  - Perdedoras (2 últimos lugares): Michelle Carvalho, Angie Jibaja.
- Duelo de eliminación:
  - Tipo de duelo: Fuerza.
    - Pareja ganadora: Paola Carnevali y Rodrigo Wainraihgt.
      - Eliminado: Cristián Menares.

### Semana 13
- Aventura de la semana:
  - Pareja ganadora: Yemery Herrera y Pedro Astorga.
- Competencia en equipos:
  - Equipo ganador: Negro.
- Duelo de eliminación: Los hombres deberán trepar por la estructura para poder atrapar un banderín y luego atravesar los obstáculos para luego entregárselo a su pareja que lo llevara hasta su posición final. La primera pareja que coloque sus 5 banderines será la vencedora del duelo.
  - Tipo de duelo: Agilidad.
    - Pareja ganadora: María Paz Wagner y Rodrigo Valencia.
      - Eliminada: Wilma González.
- Duelo de eliminación:
  - Tipo de duelo:
    - Pareja ganadora: Pilar Ruiz y Stefano Ciaravino.
      - Eliminado: Sin eliminado debido a que Andrés Longton decide abandonar la competencia cediendo su lugar al posible eliminado. Cabe destacar que quienes estaban en riesgo de ser eliminados era la pareja compuesta por Eugenia Lemos y Junior Playboy.

### Semana 14
- Aventura de la semana:
  - Pareja ganadora: María Paz Wagner y Pedro Astorga.
- Competencia en equipos: Por pares los participantes de cada equipo deberán atravesar los obstáculos para traer desde un extremo del campo de juego 2 maderas, luego todo el equipo recorrerá el camino de fardos con la ayuda de las maderas hasta alcanzar el banderín que deberán llevar hasta su posición final. El equipo que primero coloque sus  3 banderines será el vencedor de esta competencia.
  - Equipo ganador: Negro.
- Prueba de salvación:
  - Pareja perdedora: Pilar Ruiz y José Luis Concha.
- Duelo de eliminación:
  - Tipo de duelo: Resistencia.
    - Pareja ganadora:  Yemery Herrera y Rodrigo Valencia.
      - Eliminada: Michelle Carvalho.
- Duelo de eliminación:
  - Tipo de duelo: Resistencia
    - Pareja ganadora: Eugenia Lemos y José Gutiérrez
      - Eliminado: José Luis Concha.

### Semana 15
- Aventura de la semana:
  - Pareja ganadora: María Paz Wagner y Rodrigo Valencia.
- Competencia en equipos: Cada equipo intentara llenar con agua una cubeta que luego deberá trasladar hasta el otro extremo del campo de juego atravesando los obstáculos, tendrán que hacer el recorrido todas las veces necesarias hasta llenar el recipiente y lograr que el peso del agua lo haga descender  subiendo el contrapeso que lo mantenía en su posición original. El primer equipo que logre bajar el recipiente elevando el contrapeso será el vencedor de esta competencia.
  - Equipo ganador: Blanco.
- Prueba de salvación: Cada pareja deberá apelar a su destreza y resistencia para cruzar los obstáculos hasta el otro extremo del campo de juego y tomar un banderín que deberán traer de vuelta y colocar en su posición final. La primera pareja que primero ubique sus 5 banderines será la ganadora de esta competencia.
  - Pareja perdedora: Pilar Ruiz y Rodrigo Wainraihgt.
- Duelo de eliminación: Las mujeres deberán llegar hasta un extremo del campo de juego para recoger un banderín, luego deberán atravesar los obstáculos para entregárselo a su compañero quien lanzara el banderín con una catapulta hasta ubicarlo en su posición final. La primera pareja que coloque sus 5 banderines será la vencedora de este duelo.
  - Tipo de duelo: Agilidad.
    - Pareja ganadora: Pilar Ruiz y Rodrigo Wainraihgt.
      - Eliminado: Stefano Ciaravino.

### Semana 16
- Aventura de la semana: Los hombres deberán hacer pasar dos troncos por debajo de una estructura para liberar dos banderines que llevarán hasta donde está su pareja. Luego, tendrán que liberar en conjunto los otros tres banderines. La pareja que logre liberar primero sus cinco banderines será la ganadora.
  - Parejas ganadoras: María Paz Wagner y Pedro Astorga, Eugenia Lemos y Rodrigo Valencia.
- Prueba de salvación: Cada pareja deberá rescatar una carga y trasladarla hasta el otro extremo del campo de juego sorteando los obstáculos. Una vez que ambos estén allí, podrán lanzar la carga con una catapulta para pasarla hacia el otro lado y ubicarla en su posición final. La pareja que primero coloque sus cinco cargas será la ganadora de la competencia.
  - Pareja perdedora: Angie Jibaja y Sebastián Ramírez.
- Duelo de eliminación: El objetivo de la prueba es trasladar 4 banderines de un extremo a otro del campo de juego. Para lograrlo las mujeres deberán usar su destreza y equilibrio para llegar a un extremo del campo de juego y recoger un banderín que llevarán de vuelta a su pareja. El hombre tendrá que trasladar un grupo de barriles y atravesar los obstáculos hasta conseguir ubicar el banderín en su posición final. La primera pareja que coloque sus 4 banderines será la vencedora del duelo de eliminación.
  - Tipo de duelo: Agilidad.
    - Pareja ganadora: Angie Jibaja y Sebastián Ramírez.
      - Eliminados: Pilar Ruiz y Rodrigo Wainraihgt.

## Gran final
Se realizó el día viernes 21 de diciembre de 2012, a las 22:30 horas, en el sector de Pirque, la semifinal y final fue transmitida en vivo y en directo, en donde la pareja de María Paz Wagner y Pedro Astorga se alzaron como los grandes ganadores y se adjudicaron el premio de $22.000.000 millones de pesos para cada uno.
| Parejas         | Semifinalistas                 | Tipo de Competencia                         | Finalistas                     | Tipo de Duelo                   | Ganadores                      |
| --------------- | ------------------------------ | ------------------------------------------- | ------------------------------ | ------------------------------- | ------------------------------ |
| Pareja Número 1 | María Paz Wagner Pedro Astorga | Agilidad, resistencia, equilibrio y fuerza. | María Paz Wagner Pedro Astorga | Agilidad, fuerza y resistencia. | María Paz Wagner Pedro Astorga |
| Pareja Número 2 | Angie Jibaja Sebastián Ramírez | Agilidad, resistencia, equilibrio y fuerza. | María Paz Wagner Pedro Astorga | Agilidad, fuerza y resistencia. | María Paz Wagner Pedro Astorga |
| Pareja Número 3 | Eugenia Lemos Rodrigo Valencia | Agilidad, resistencia, equilibrio y fuerza. | Eugenia Lemos Rodrigo Valencia | Agilidad, fuerza y resistencia. | María Paz Wagner Pedro Astorga |
| Pareja Número 4 | Paola Carnevali José Gutiérrez | Agilidad, resistencia, equilibrio y fuerza. | Eugenia Lemos Rodrigo Valencia | Agilidad, fuerza y resistencia. | María Paz Wagner Pedro Astorga |

## Premios y nominaciones
| Año  | Premio         | Categoría          | Resultado |
| ---- | -------------- | ------------------ | --------- |
| 2013 | Premios Fotech | Mejor Reality 2012 | Ganador   |

## Sucesión
| Predecesor: Mundos opuestos | Reality show de Canal 13 2012 | Sucesor: Mundos opuestos 2 |

- Datos: Q1764933